# Xã Monroe, Quận Grant, Indiana
Xã Monroe (tiếng Anh: Monroe Township) là một xã thuộc quận Grant, tiểu bang Indiana, Hoa Kỳ. Năm 2010, dân số của xã này là 1.677 người.